# Afropomus balanoideus
Afropomus balanoideus is een soort uit de familie van de Ampullariidae. De wetenschappelijke naam van de soort is voor het eerst geldig gepubliceerd in 1850 door John Gould.
1. ↑  (en) Afropomus balanoideus op de IUCN Red List of Threatened Species.